# Castello di Janov
Il castello di Janov (in ceco Zámek Janov) si trova nell'omonima frazione di Litvínov, comune del Distretto di Most nella Regione di Ústí nad Labem, Repubblica Ceca. Il complesso fortificato ridotto in parte in rovina inizia la sua storia attorno al XIV secolo.

## Storia
Il castello di Janov che ci è pervenuto venne edificato su una precedente fortezza del XIV secolo che appartenne anche alla famiglia Hartitzsch. Fu Michna von Vacínov, nel 1670, a decidere la ricostruzione in stile barocco del castello, e con l'edificio venne sistemato il parco. In seguito venne lungamente utilizzato come sede dell'amministrazione forestale per diventare poi un edificio di abitazione civile.

## Descrizione
Il castello si trova a Janov, frazione di Litvínov, comune nella Regione di Ústí nad Labem, Repubblica Ceca. La struttura è un pregevole complesso barocco con edifici simmetrici. Consiste in un maniero rurale con una parte centrale che si sviluppa su due piani con un tetto piramidale. Gli edifici sono in mattoni. La facciata nord che guarda il cortile mostra la parte inferiore con un basso plinto che circonda tutto l'edificio. La parete di rizalite è divisa da una cornice di lisene, formante un rettangolo. La facciata culmina in un cornicione principale. Il piano terra presenta un unico ingresso, un portale con cornice in stucco che arriva fino al cornicione del mezzanino. Il primo piano dell'edificio riceve luce da tre doppie finestre con ante in legno. La facciata meridionale è quasi identica a quella settentrionale. All'estremità meridionale si trova una casa padronale e ai lati della struttura sono presenti fabbricati agricoli e residenziali. La planimetria dell'area si estende quindi anche sui fienili e sul cortile. Tutti i tetti dell'edificio sono ricoperti di tegole scanalate. Il castello ha valore storico e architettonico.

### Monumento culturale della Repubblica Ceca
La tutela dei monumenti della Repubblica Ceca considera il complesso del castello di Janov un monumento culturale tutelato col numero di catalogo 1000155294.